# El diablo metió la pata
 El diablo metió la pata  es una película de Argentina filmada en Eastmancolor dirigida por Carlos Rinaldi sobre su propio guion escrito en colaboración con Ulyses Petit de Murat y Ángel R. Martini según el argumento de Ulyses Petit de Murat que se estrenó el 10 de abril de 1980 y que tuvo como actores principales a Luis Sandrini, Enzo Viena, María Aurelia Bisutti y Roberto Escalada. Fue la última película de Quartucci, Salcedo y de Méndez. Tiene exteriores filmados en Junín, provincia de Mendoza.

## Sinopsis
El médico de un pueblo se ve involucrado en un negocio turbio.

## Reparto
- Luis Sandrini ... Dr. Antonio Mastrángelo
- Enzo Viena ... Dr. Alberto
- María Aurelia Bisutti ... Adriana Mora
- Roberto Escalada ... Médico
- Juan Carlos Lamas
- Paquita Más ... Mariana
- Héctor Méndez ... Lamar
- Ricardo Morán ... Carlitos
- Pedro Quartucci ... Don José
- Jorge Salcedo ... Comisario
- Elena Sedova ... Susana (enfermera)
- Luis Tasca ... Don Carlos (farmacéutico)
- Mariano Moreno
- Pío de Amoriza
- Clever Dusseau

## Comentarios
Rafael Granados en Clarín dijo:

«Sandrini, el rostro del amor:una historia encarada con recursos sencillos y efectivos…dirigido por Carlos Rinaldi imponiendo su duende y poder de comunicación.»